# Diffusion Rutherford
En physique nucléaire, la diffusion Rutherford est un phénomène expliqué par Ernest Rutherford en 1911, et qui a conduit au développement du modèle de Bohr de l'atome. Cette diffusion est parfois appelée diffusion de Coulomb, car elle est due à la loi de Coulomb.
La découverte a été faite par Hans Geiger et Ernest Marsden en 1911, lors de l'expérience de Rutherford, dans laquelle un faisceau de particules α est bombardé sur une couche d'or. Cette expérience eut une importance particulière car c'est de cette dernière que Rutherford en déduisit le modèle planétaire de l'atome.
Un procédé similaire appliqué aux nucléons dans les années 1960 est appelé diffusion profondément inélastique.

## Section efficace

Diffusion par une particule

Soit une particule de charge {\displaystyle q} [C] et d'énergie cinétique {\displaystyle E_{c}} [J] incidente sur un centre diffuseur (= particule infiniment lourde) immobile de charge {\displaystyle Q} [C].
La collision est traitée en mécanique non relativiste et non quantique.
La section efficace {\displaystyle \sigma } [m2] différentielle par rapport à l'angle solide {\displaystyle \Omega } [sr] de cette diffusion est donnée par :
{\displaystyle {\frac {{\rm {d}}\sigma }{{\rm {d}}\Omega }}=\left({\frac {qQ}{16\pi \epsilon _{0}E_{c}}}\right)^{2}{\frac {1}{\sin ^{4}(\theta /2)}}}.
où :
- {\displaystyle \epsilon _{0}} est la permittivité du vide.

Toutes les particules qui passent à travers l'anneau de gauche (de surface {\displaystyle {\rm {d}}\sigma }) passent à travers l'angle solide {\displaystyle {\rm {d}}\Omega }.

### Sources
- (en) E. Rutherford, The Scattering of α and β Particles by Matter and the Structure of the Atom, Philosophical Magazine. Series 6, vol. 21. Mai 1911
- (en) H. Geiger and E. Marsden, On a Diffuse Reflection of the α-Particles, Compte rendu de la Royal Society, 1 909 A vol. 82, p. 495-500